# Shōkichi Miyamori
Shōkichi Miyamori (jap. 宮森 庄吉, Miyamori Shōkichi; * um 1960) ist ein japanischer Badmintonspieler. 

## Karriere
Shōkichi Miyamori wurde mit Japan Fünfter im Thomas Cup 1982. 1983 und 1987 nahm er an den Einzel-Weltmeisterschaften teil, 1984 wurde er nationaler Meister im Herrendoppel mit Tetsuaki Inoue.

## Sportliche Erfolge
| Saison | Veranstaltung                | Disziplin    | Platz | Name                                  |
| ------ | ---------------------------- | ------------ | ----- | ------------------------------------- |
| 1982   | Thomas Cup                   | Herrenteam   | 5     | Japan                                 |
| 1983   | Weltmeisterschaft            | Herrendoppel | 9     | Masao Tsuchida / Shōkichi Miyamori    |
| 1983   | Weltmeisterschaft            | Mixed        | 33    | Shōkichi Miyamori / Kimiko Jinnai     |
| 1984   | Japan: Einzelmeisterschaften | Herrendoppel | 1     | Shōkichi Miyamori / Tetsuaki Inoue    |
| 1987   | Weltmeisterschaft            | Herrendoppel | 9     | Hiroshi Nishiyama / Shōkichi Miyamori |

## Referenzen
- Kyōto-fu Badminton Kyōkai: Japanische Meisterschaften (Memento vom 28. August 2007 im Internet Archive)
- WM 1983

| Personendaten    | Personendaten                |
| ---------------- | ---------------------------- |
| NAME             | Miyamori, Shōkichi           |
| ALTERNATIVNAMEN  | 宮森 庄吉 (japanisch)        |
| KURZBESCHREIBUNG | japanischer Badmintonspieler |
| GEBURTSDATUM     | um 1960                      |